# Южномуйски хребет
Южному̀йският хребет (на руски: Южно-Муйский хребет) е планински хребет в Северното Забайкалие, разположен в североизточната част на Република Бурятия в Русия. Простира се от запад-югозапад (изворите на река Баргузин) на изток-североизток (долината на река Витим, десен приток на Лена) на протежение от 330 km, между Муйско-Куандинската котловина на север и долините на реките Ципа и Бамбуйка (леви притоци на Витим). На запад се свързва с Икатския хребет. Максимална височина връх Муйски гигант 3067 m (55°58′22″ с. ш. 114°26′01″ и. д. / 55.972778° с. ш. 114.433611° и. д.), разположена в централната му част. Изграден е от гранити, кристалинни шисти. метаморфозирани варовици и доломити. От него водят началото си река Котера (ляв прок на Горна Ангара, влива се в езерото Байкал), множество десни притоци на Муя (ляв приток на Витим), множество леви притоци на Ципа и реките Бамбуйка и Тулдун (леви притоци на Витим). Долната част на склоновете му са обрасли с лиственична тайга, а районите над 1400 m са заети от кедров клек и планинска тундра.

## Топографска карта
- Лист от карта N-49-Б.
- Лист от карта N-50-А.
- Лист от карта O-50-В.